# Марија Ратковић
Марија Ратковић (1982, Шабац) је архитектица, дизајнерка, публицисткиња, теоретичарка и активисткиња. Основне и мастер студије завршила је на Архитектонском факултету, Универзитета у Београду.  Докторске студије завршила на одсеку Теорија уметности и медија на Универзитету уметности у Београду. Од 2006. године активно излаже и сарађује са уметницама и уметничким колективима у земљи и иностранству. Пише за новине, позориште, филм и тв. Уз професионални рад у медијима (ELLE, Vice, Noizz, Пешчаник) и уметности, бави се активизмом. Оснивачица је Центра за биополитичку едукацију. Добитница је више награда за борбу против дискриминације, за друштвени активизам, допринос људским правима и рад на очувању здравља жена. Наративни кратки филм Punta Cana (2018, УСА) после успеха на међународним фестивалима добио је златно признање International International Independent Film Awards u USA (2018). Лауреаткиња награде “Лаза К. Лазаревић” за најбољу савремену приповетку 2020. године. “Испод мајице” је њен први роман.

## Биографија
Марија је рођена у Шапцу 1982. године. Завршила је основне и мастер студије на Архитектонском факултету у Београду. Након студија архитектуре, уписује студије Теорије уметности и медија у оквиру Центра за интердисциплинарне студије Универзитета уметности у Београду и наставља да се бави теоријским радом.  
Радила је у оквиру група Четири лица Омарске, Иницијатива за савремену уметност и теорију, Култура сећања, Red Min(e)d, Forensic Architecture, Centre for Research Architecture Goldsmiths University of London и другим. За заједнички рад у области уметности, група Четири лица Омарске и група Споменикдобили су Годишњу награду за борбу против дискриминације 2011. године. У независном уметничком, теоријском и кураторском раду учествује на бројним изложбама, конференцијама и радним групама широм света. Ауторка је и коауторка, уредница изложби, уметничких радова и публикација са преко десет година праксе. Радила је на организацији и координисању истраживања, семинара, предавања, културних догађаја и јавних дискусија и сарађивала са бројним институцијама (Универзитет у Београду, University of Fine Arts Vienna, Goldsmiths University of London, Универзитет у Бања Луци, Институт за филозофију и друштвену теорију). 
Преко десет година ради у медијима у земљи и иностранству, у култури и уметности – на фестивалима Befem, Blasfem, Resonate, Operosa, при културним центрима (Културни центар Србије у Паризу, British Council, Swedish Institute and Swedish National Council for Cultural Affairs, Аустријски културни центар, Италијански културни центар, Културни центар Београд, Културни центар Панчево, Културни центар Нови Сад, Културни центар Шабац), позориштима (Шабачко позориште, Рефлектор театар, Крсманац), телевизијама (РТС; ТВ Прва, Нова С, Н1, Б92), као и бројним међународним организацијама (WHO, Unicef, UN Women, UNHCR, UNDP, European Comission, Save the Children).
Протеклих пет година, након искуства тешке болести, активно се бави радом у домену јавног здравља, заштите људских права и радом са младима кроз организацију Центар за биополитичку едукацију. Организација активно сарађује са Филозофским факултетом Универзитета у Београду, Лабораторијом за експерименталну психологију, Georgetown School of Public Health, Антрополошким институтом, САНУ и Медицинским факултетом Универзитета у Београду. Иницијаторка је и коауторка истраживања „WITCH: Women Trust in Health System in Serbia“, и истраживања „Оптерећење лекара у здравственом систему у Србији“, ауторка програма „Здравствено образовање“, акредитованог у Заводу за унапређење образовања и васпитања за периоду од 2022. до 2025. године, са ауторским тимом Лабораторије за експерименталну психологију, учесница Шестог конгреса психолога Србије и иницијаторка више програма континуиране медицинске едукације (КМЕ) акредитованих код Здравственог савета Србије. Завршила је прогаме биоетике на Harward Law School и Georgetown School of Public Health, као и програм јавног здравља на Jeјл Универзитету.
Ауторка је више драматизација, кратких драма и сценарија за филм и ТВ и написала је један роман Испод мајице, Контраст издаваштво, 2020). 

## Политички активизам
У периоду од 2019. године до 2020. године вршила је функцију помоћнице Градоначелника Шапца и била задужена за младе

## Друштвени активизам
Оснивачица је Центра за биополитичку едукацију. Добитница је више награда за борбу против дискриминације, за друштвени активизам, допринос људским правима и рад на очувању здравља жена.

## Радови (избор)
- 2024: Поверење жена у здравствени систем у Србији: Валидација поверења жена и поверења у здравствени систем[18]
- 2024: Поглавље: Биополитички заокрет: Ковид као метафора: Преглед значајних пост-Ковид теоријских приступа производњи знања у ери пандемије[30]
- 2023: UNTERM T-SHIRT[31]
- 2022: Сведочанство у камену: Архитектура рата од Клугеа до Хершера и Вајцмана[32]
- 2022: Миленковић, И., Даковић, В., Ромчевић, Б., Крстић, П., Цвејић, И. и Ратковић, М. „ДА ЛИ СЕ ХОЛОКАУСТ МОЖЕ ПОНОВИТИ?“[33]
- 2021: The Politics of Holocaust Representations on Film – From the Peaceful Landscape to the Death Gaze: Resnais, Lanzmann, and Farocki[34]
- 2020: Испод мајице[8][9][10][22][23][24][35]

## Радови у драмској уметности (избор)
- Претпоследња панда или статика, текст: Дино Пешут, режија Максим Милошевић, Шабачко позориште, Шабац
- Како си стварно, режија Ђорђе Живадиновић Гргур, АКУД Бранко Крсмановић, Београд (у припреми)
- Девојчице, режија Милена Богавац, Рефлектор театар, Београд
- Ћао свима, Милена Богавац, Софија Димитријевић, Мила Јовановић, Марија Ратковић, режија Војкан Арсић, Рефлектор театар, Београд
- Генерација З, Милена Богавац, Марија Ратковић, режија Максим Милошевић, Шабачко позориште, Шабац
- Једна и по жена сваки дан, режија: Маша Нешковић, Вице Србија
- Црвена љубав, режија Олга Димитријевић, Битеф Театар, Београд (сценски дизајн)

## Други о Марији и њеном раду
- 2022: ”OFFERING THE I”: AUTOBIOGRAPHICS IN CONTEMPORARY WOMEN’S PROSE[36]